# Bernard Ferdinand Lyot

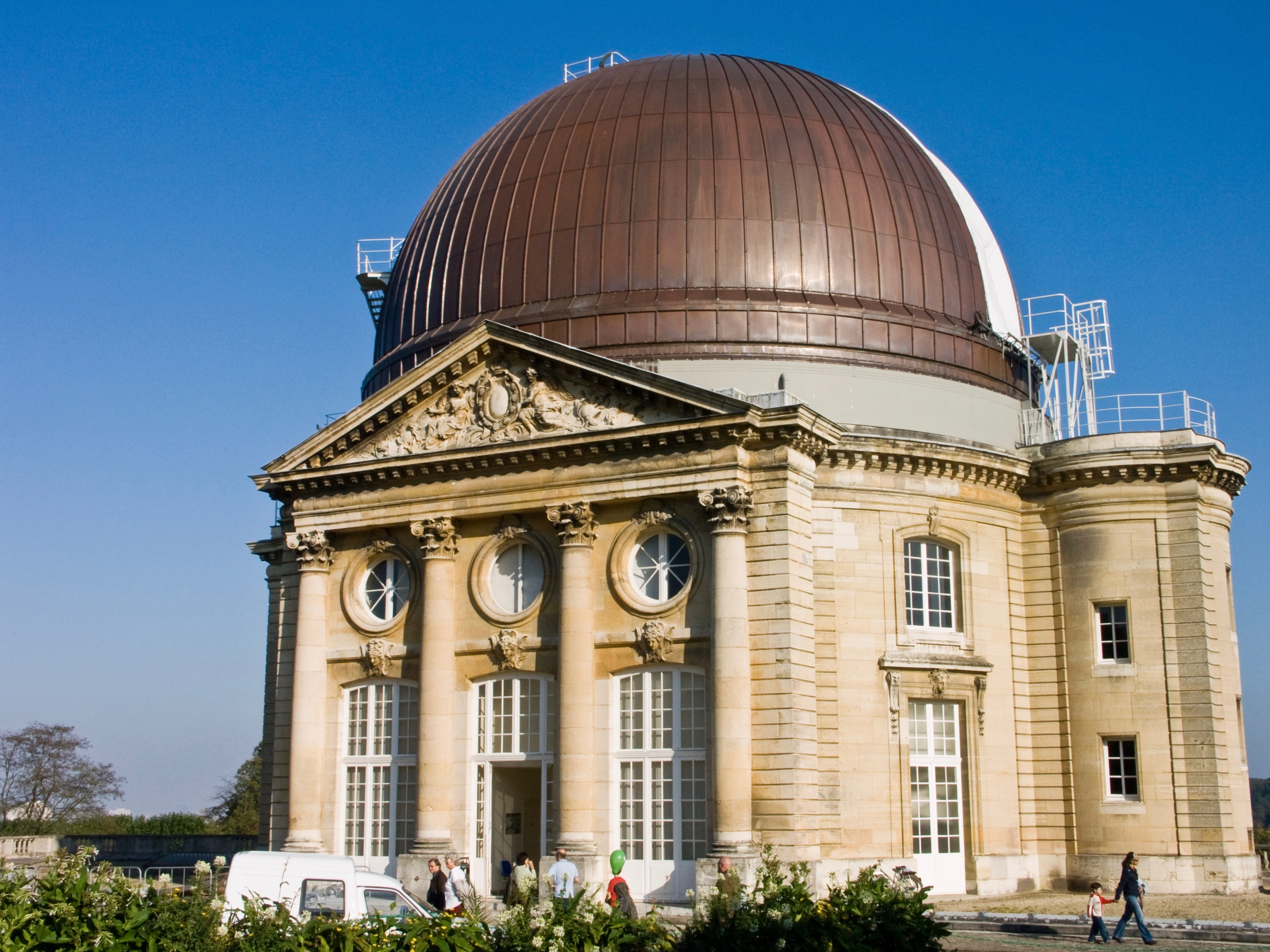
Observatorium von Meudon

Bernard Ferdinand Lyot (* 27. Februar 1897 in Paris; † 2. April 1952 in Kairo) war ein französischer Astronom, der sich insbesondere der Erforschung der Sonne widmete.

## Leben
Lyot studierte Ingenieurwesen, Physik und Chemie an der Universität von Paris. Von 1920 bis zu seinem Tod arbeitete er am Observatorium von Meudon (→Pariser Observatorium).
Er spezialisierte sich auf die Herstellung optischer Systeme und entwickelte Gerätschaften zur Untersuchung der Polarisation des reflektierten Lichts der Planeten. Auf ihn geht das Lyot-Filter zurück.
Während Beobachtungen am Observatorium auf dem Pic du Midi stellte er fest, dass die Oberfläche des Mondes Eigenschaften von vulkanischem Staub aufweist und auf dem Mars Sandstürme auftreten.
Durch den Einsatz eines Polarimeters verbesserte er die Wirkungsweise des von ihm entwickelten Sonnenkoronografen. Ihm gelangen als Erstem Filmaufnahmen der Protuberanzen. Darüber hinaus wies er neue Absorptionslinien in der Korona nach.

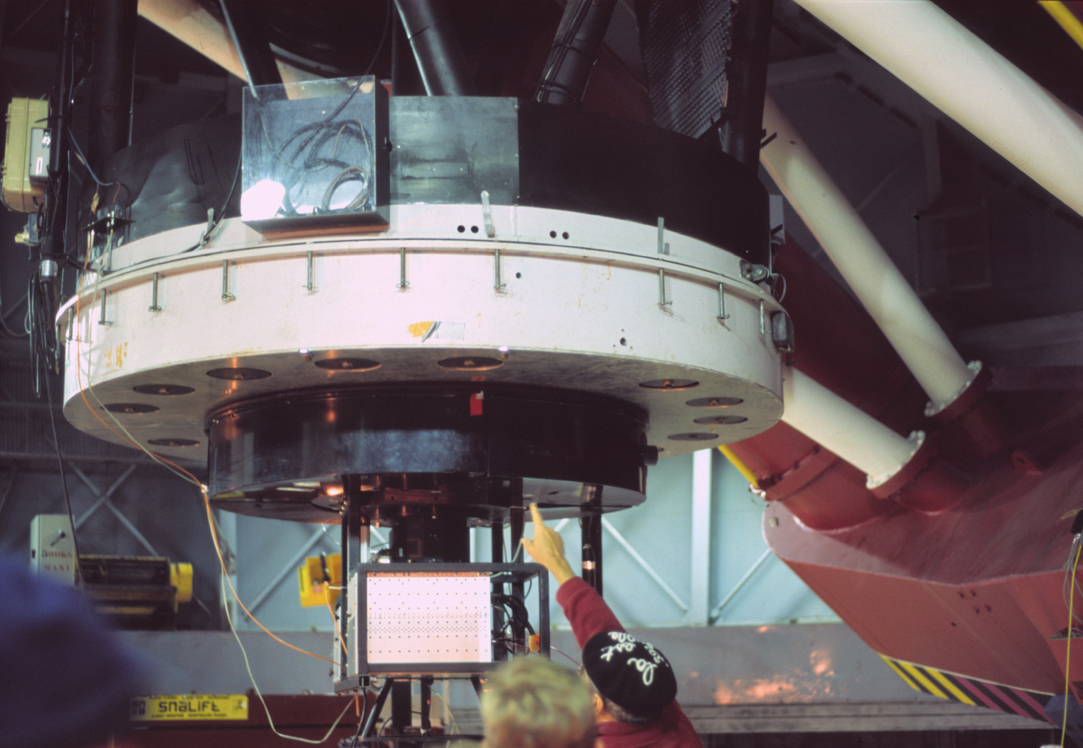
Spiegelteleskop „Bernard Lyot“ auf dem Pic du Midi

Lyot wurde nur  55 Jahre alt.

## Auszeichnungen
- 1932 Jules-Janssen-Preis
- 1939 Goldmedaille der Royal Astronomical Society
- 1939 Mitglied der Académie des sciences[1]
- 1939 Ehrenmitglied (Honorary Fellow) der Royal Society of Edinburgh[2]
- 1947 Bruce Medal
- 1947 Auswärtiges Mitglied der Königlich Niederländischen Akademie der Wissenschaften[3]
- 1949 Mitglied der National Academy of Sciences
- 1951 Henry Draper Medal.

Zu seinem Gedenken wurden der Mondkrater Lyot, der Marskrater Lyot, sowie der Asteroid (2452) Lyot nach ihm benannt. Ferner trägt das 1980 in Betrieb genommene Zwei-Meter-Spiegelteleskop auf dem Pic du Midi seinen Namen.